# Porija Kfar Avoda
Porija Kfar Avoda (hebrejsky פּוֹרִיָּה - כְּפָר עֲבוֹדָה, doslova "Porija - Vesnice práce", anglicky Poria Kfar Avoda, v oficiálním seznamu sídel Poriyya Kefar Avoda) je vesnice typu společná osada (jišuv kehilati) v Izraeli, v Severním distriktu, v Oblastní radě Emek ha-Jarden.

## Geografie
Leží v Dolní Galileji v nadmořské výšce 47 metrů na odlesněném hřbetu Ramat Porija, který východním směrem prudce spadá k břehům Galilejského jezera a výtoku řeky Jordán z tohoto jezera. Tímto směrem ze zdejších svahů stéká vádí Nachal Šalem. Na západní straně od vesnice terén klesá o něco volněji do údolí Bik'at Javne'el, kam stékají do povodí vodního toku Nachal Javne'el z blízkosti vesnice vádí Nachal Porija a Nachal Cejdata. Jde o oblast s intenzivním zemědělstvím.
Vesnice se nachází cca 7 kilometrů jižně od města Tiberias, cca 103 kilometrů severovýchodně od centra Tel Avivu a cca 52 kilometrů východně od centra Haify. Poriji Kfar Avoda obývají Židé, přičemž osídlení v tomto regionu je ryze židovské.
Porija Kfar Avoda je na dopravní síť napojena pomocí lokální silnice číslo 768. Ta se zde kříží s další lokální silnicí číslo 767, která vede k východu, k jezeru, kde ústí do dálnice číslo 90, a také opačným směrem, kde vede na západ až do Kfar Tavor.

## Dějiny

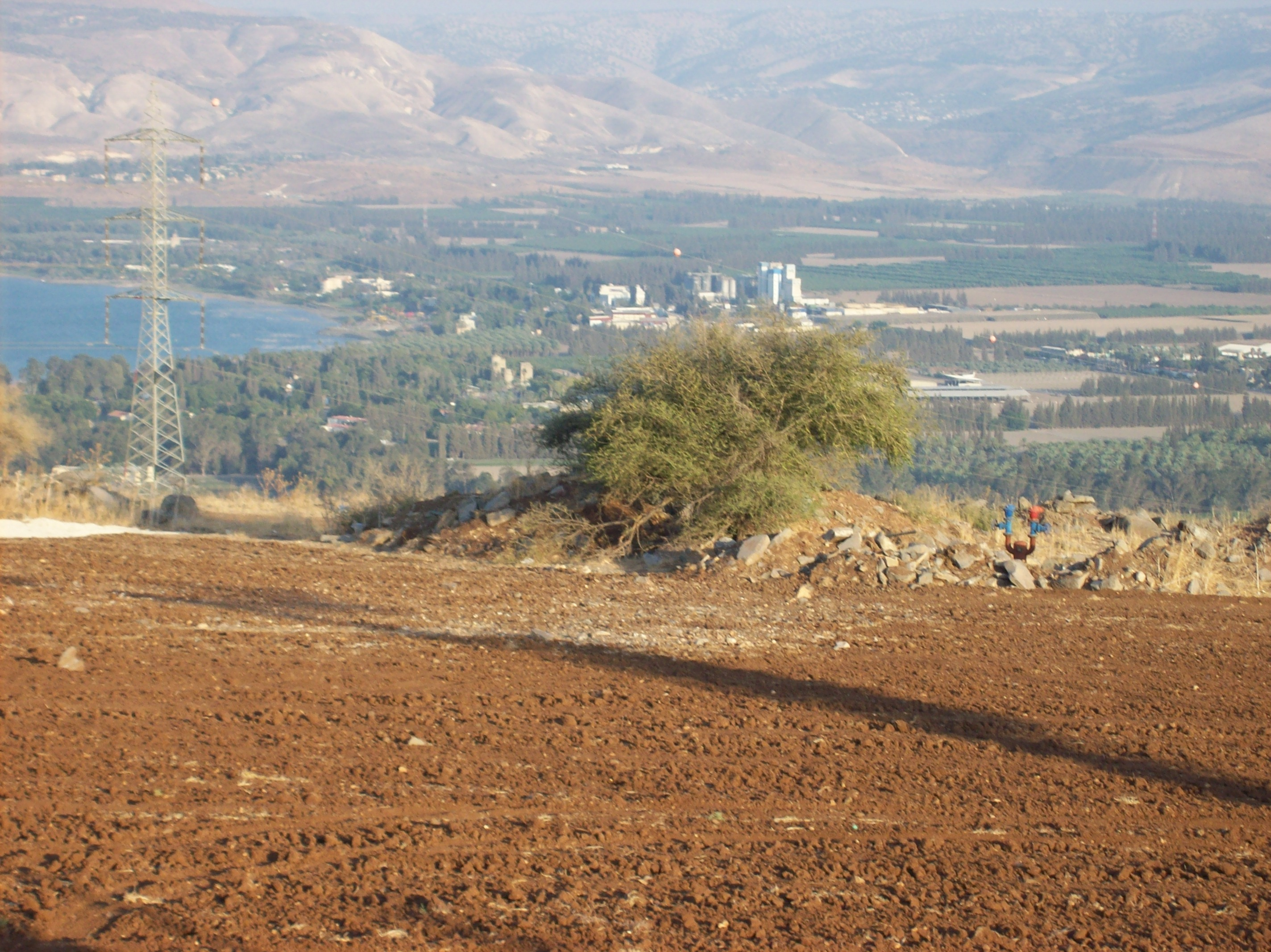
Pohled z výšin v okolí Porije na údolí řeky Jordán

Porija Kfar Avoda byla založena v roce 1949. Pokusy o osídlení v této lokalitě ale jsou staršího data (viz rozcestník Porija). Poprvé zde vzniklo židovské osídlení pod jménem Porija už v roce 1912. Šlo o první zemědělskou osadu založenou jako součást takzvaného plánu Achuzot, který sionistická organizace zamýšlela jako nový model ekonomického rozvoje Palestiny. Podle tohoto plánu měli zámožní Židé z Evropy a Severní Ameriky investovat do zemědělských osad. Po dobu 10 let by takto zřizované osady podporovali na dálku. Pak by se přistěhovali do Palestiny a již zavedená osada by naopak jim poskytovala zdroj příjmů.
Zpočátku plán fungoval a do rozvoje Poriji přislíbili investovat někteří Židé, zejména z města St. Louis v USA. Práce na poli prováděli pouze Židé pod vedením Šim'ona Goldmana (שמעון גולדמן). Jenže pak začaly osadu stíhat problémy. Akcionáři neposílali včas finanční podporu, vesnice se potýkala s nedostatkem vody a těžké se ukázalo i spoléhání se na ryze židovské pracovní síly.
Během první světové války byly navíc přerušeny zemědělské práce a osada se pak rozpadla.
V roce 1940 se tu usadila nová skupina osadníků, kteří se ale roku 1946 přesunuli na nedalekou lokalitu, kde pak založili vesnici Alumot. Pak sem byla povolána skupina členů židovských jednotek Palmach, kteří zde žili v provizorních a nehostinných podmínkách v následujících letech. Využívali strategickou polohu osady, která disponovala výhledem na celý region Galilejského moře.
Od konce 40. let 20. století se zde usazovali opět soukromí zemědělci a další obyvatelé. Nynější Porija kfar Avoda byla osídlena v roce 1949. Postupně tu vznikl sídelní pás propojených zemědělských usedlostí s jednotlivými centry Alumot, Porija Neve Oved a Porija Kfar Avoda a Porija Ilit. Zakladateli Porija Kfar Avoda byla skupina 90 rodin. V 50. letech sem přišli jemenitští Židé. Teprve od roku 2004 se Porija Kfar Avoda administrativně osamostatnila a je nyní nezávislým členem Oblastní rady Emek ha-Jarden. Do té doby byla součástí Porija Neve Oved.
Ekonomika je založena již jen zčásti na zemědělství (12 farmářských rodin). Většina obyvatel za prací dojíždí mimo obec.
Vesnice plánuje stavební rozšíření o novou čtvrť s 250 bytovými jednotkami.

## Demografie
Obyvatelstvo Porija Kfar Avoda je sekulární. Podle údajů z roku 2014 tvořili naprostou většinu obyvatel v Porija Kfar Avoda Židé - cca 300 osob (včetně statistické kategorie "ostatní", která zahrnuje nearabské obyvatele židovského původu ale bez formální příslušnosti k židovskému náboženství, cca 400 osob).
Jde o menší sídlo vesnického typu se stagnující populací. K 31. prosinci 2014 zde žilo 365 lidí. Během roku 2014 populace stoupla o 5,2 %.
| Rok            | 1972 | 1983 | 1995 | 2001 | 2003 | 2004 | 2005 | 2006 | 2007 | 2008 | 2009 | 2010 | 2011 | 2012 | 2013 | 2014 |
| -------------- | ---- | ---- | ---- | ---- | ---- | ---- | ---- | ---- | ---- | ---- | ---- | ---- | ---- | ---- | ---- | ---- |
| Počet obyvatel | 112  | 122  | 239  | 282  | 302  | 303  | 302  | 306  | 297  | 305  | 299  | 299  | 339  | 340  | 347  | 365  |